# Lee Tae-ho
Lee Tae-ho (ur. 29 stycznia 1961 w Daejeon) – były południowokoreański piłkarz występujący na pozycji napastnika. Trener piłkarski.

## Kariera klubowa
Lee karierę rozpoczynał w 1980 roku w drużynie z Korea University. W 1983 roku trafił do klubu Daewoo Royals. W tym samym roku wywalczył z nim wicemistrzostwo Korei Południowej. W 1984 roku zdobył z klubem mistrzostwo Korei Południowej. W 1986 roku zwyciężył z nim w rozgrywkach Azjatyckiej Ligi Mistrzów. W 1987 roku oraz w 1991 roku ponownie zdobywał z zespołem mistrzostwo Korei Południowej, natomiast w 1990 roku wywalczył z nim wicemistrzostwo Korei Południowej. W 1992 roku Lee zakończył karierę.

## Kariera reprezentacyjna
W reprezentacji Korei Południowej Lee zadebiutował w 1980 roku. W tym samym roku zajął z kadrą 2. miejsce w Pucharze Azji. W 1984 roku Puchar Azji zakończył wraz z drużyną na fazie grupowej. W 1986 roku Lee znalazł się w kadrze na Mistrzostwa Świata. Nie zagrał jednak na nich w żadnym meczu, a Korea Południowa odpadła z turnieju po fazie grupowej. W 1988 roku podczas Pucharu Azji zajął z drużyną narodową 2. miejsce. Lee został także królem strzelców turnieju z 3 golami na koncie. W tym samym roku wziął udział w Letnich Igrzyskach Olimpijskich. W 1990 roku został powołany do kadry na Mistrzostwa Świata. Wystąpił na nich w pojedynku z Belgią (0:2). Z tamtego turnieju Korea Południowa odpadła po fazie grupowej. W latach 1980–1991 w drużynie narodowej Lee rozegrał w sumie 72 spotkania i zdobył 27 bramek.